# Lockes (Nevada)
Lockes es un área no incorporada ubicada en el condado de Nye en el estado estadounidense de Nevada.

## Geografía
Lockes se encuentra ubicado en las coordenadas 38°33′18″N 115°46′30″O / 38.55500, -115.77500.